# Planchonia arabidis
Planchonia arabidis är en insektsart som beskrevs av Victor Antoine Signoret 1876. Planchonia arabidis ingår i släktet Planchonia, och familjen gropsköldlöss. Arten är reproducerande i Sverige.